# ФК Бела крајина
НК Бела крајина је фудбалски клуб из Чрномеља у Словенији, који се тренутно такмичи у Другој лиги Словеније. Клуб је основан је 1926. године. Своје утакмице игра на игралишту Спортског центра Лока у Црномељу, капцитета 1517 гледлаца. Клуб има и резервни терен Вражји Камен.
Највећи успех клуб је остварио у сезони 2004/05 када се пласирао у Прву лигу Словеније. У лиги се задржао само три сезоне јер је 2006/07 испао из лиге.

## Биланс Беле крајине на вечној табели клубова1. СНЛод њеног оснивања 1991/92
| Плас. | Тим             | Број сезона | ИГ  | Д  | Н  | ИЗ | ГД  | ГП  | Бод |
| ----- | --------------- | ----------- | --- | -- | -- | -- | --- | --- | --- |
| 20    | НК Бела крајина | 3           | 104 | 21 | 33 | 50 | 104 | 169 | 96  |

## Играчи Беле крајине у сезони 2008/09
Голмани:	
Дејан Милич
Лука Пељхан
Ален Пашагич
Марио Радакович
Одбрана:
Грегор Миртич
Рок Маринич
Данијел Дежмар
Тадеј Вршчај
Горан Ромчевич
Јасмин Рахмановић
Марко Жагар
Алеш Мушич
Средњи ред
Матеј Пездирц
Перица Иветић
Марио Дринич
Ален Чоралич
Митја Краљ
Напад
Енес Синанович
Texennery Медина Суарез
Денис Дервишевич
Јосип Шпелић
Јасмин Куртич